# Эль Сонбати, Нассер
Нассер Эль Сонбати (15 октября 1965, Штутгарт, Германия — 20 марта 2013, Сан-Диего, США) — профессиональный культурист, полиглот.

## Биография
С раннего детства Нассер пробовал себя в различных видах спорта (футбол, плавание, гребля), а тренажёрный зал, в котором «качались» мускулистые атлеты, обходил стороной.
Поступив в Аугсбургский университет, он изучал  социологию, политэкономию и историю. Нассер овладел семью языками, получил научные степени.
Добившись хороших результатов в разных видах спорта, Нассер из любопытства решил попробовать себя в тяжёлом спорте. В 1985 году во время учёбы в университете в Германии он всерьёз увлёкся бодибилдингом, уже через месяц взялся соревноваться и занял 6-е место. Его мышцы начали увеличиваться с такой скоростью, что это вскружило парню голову, и он решил остаться в культуризме.
Родители ничем не помогали, учёбу выбрал сам и сам её оплачивал, личного тренера не имел, друзей-культуристов не было, через всё проходил сам в одиночку. В США оказался благодаря Джо Уайдеру, благодаря которому американский бодибилдинг и вознёсся так высоко.
Профессиональный статус получил после «Гран-при Финляндии» в 1990 году, где занял 8-е место. В 1990 году принял участие в конкурсе «Ночь чемпионов», но не попал в призёры, конкурс выиграл Дориан Ятс и был провозглашён будущим королём Олимпии. С 1990 года одерживал победы или призовые места на международных соревнованиях. Девять раз выступал в соревновании «Мистер Олимпия», начиная с 1994 года. В 1996 занял 3-е место, в 1997 занял 2-е место, в 1999 победил в Арнольд Классик. Последнее выступление — на «Европа Супершоу 2005» (14 место).
Рич Гаспари как-то в моём присутствии сказал сильно удивившие меня слова: «Я готов был бы умереть, чтобы хоть раз выиграть Олимпию!». Поверьте, мне такое никогда не приходило в голову. Я не живу ради того, чтобы качаться. Я качаюсь, чтобы классно жить.
По сообщениям многочисленных зарубежных источников 20 марта 2013 года Нассер Эль Сонбати скончался от почечной недостаточности во время визита в Каир. Последние годы проживал в Сан-Диего (Калифорния).

## Выступления

### Победы
- 1995 Houston Pro Invitational
- 1995 Ночь Чемпионов
- 1996 Grand Prix Чехия
- 1996 Grand Prix Россия
- 1996 Grand Prix Швейцария
- 1999 Арнольд Классик

### Вторые и третьи места
- 1993 III. Grand Prix Франция
- 1993 III. Grand Prix Германия
- 1994 II. Ночь Чемпионов
- 1995 III. Grand Prix Франция
- 1995 III. Grand Prix Германия
- 1995 III. Grand Prix Россия
- 1995 III. Grand Prix Испания
- 1995 III. Grand Prix Украина
- 1995 III. Мистер Олимпия
- 1996 II. Grand Prix Великобритания
- 1996 II. Grand Prix Германия
- 1996 III. Grand Prix Испания
- 1997 II. Арнольд Классик
- 1997 III. Grand Prix Чехия
- 1997 III. Grand Prix Великобритания
- 1997 II. Grand Prix Германия
- 1997 II. Grand Prix Венгрия
- 1997 III. Grand Prix Россия
- 1997 II. Grand Prix Испания
- 1997 II. Мистер Олимпия
- 1997 II. San Jose Pro Invitational
- 1998 II. Арнольд Классик
- 1998 III. Grand Prix Великобритания
- 1998 III. Grand Prix Германия
- 1998 III. Мистер Олимпия